# Fosa Juniors Football Club
Maillots
Actualités
Le Fosa Juniors FC est un club malgache de football, fondé en 2016, membre de la fédération malgache de football.
Le club est basé à Mahajanga, au nord-ouest de Madagascar, dans la région de Boeny. Il joue ses matchs au Stade Rabemananjara. Le club remporte son premier titre de champion en 2019 et réalise la même saison le doublé coupe-championnat.

## Histoire
Le Fosa Juniors Football Club a battu le club néerlandais ADO La Haye en match amical et écrit l'histoire en étant le premier club malgache à avoir remporté un match face à un club européen[réf. nécessaire].

## Structures du club

### Stades et structures d'entraînement

#### Stade Rabemananjara
Le Stade Rabemananjara est le stade principal du club depuis sa fondation en 2016.
Le stade est toujours utilisé par l'équipe nationale de football comme stade secondaire. La ville de Mahajanga décide de rénover une grande partie du stade. Dès lors, l'implantation d'une pelouse nouvelle génération a déjà eu lieu. La ville y rajoutera plus tard de loges VIP pour maximiser les revenus. Sa capacité de 8 000 places assises lui permet d'accueillir des matchs de première division malgache et ses projecteurs permettent aux équipes de jouer de nuit. Le stade Rabemananjara est le cinquième plus grande stade de Madagascar.

## Identité du club

### Maillot
| Période   | Nom   | Sponsors maillot officiel |
| --------- | ----- | ------------------------- |
| 2016-2017 | Nike  | Aucun                     |
| 2017-2018 | Nike  | Aucun                     |
| 2018-2019 | Nike  | Aucun                     |
| 2019-     | Erreà | Aucun                     |

| Maillot original | Maillot intérieur · 2016-2019 | Maillot extérieur · 2016-2019 | Maillot neutre · 2016-2019 |

|

## Les équipes
- Orange Pro League (1)
  - L'équipe Elite joue dans le top niveau de la compétition nationale, le Championnat de Madagascar de football

- Ligue Boeny (5)
  - L'équipe U17 joue en 2ème DIVISION - Ligue BOENY
  - L'équipe U15 joue dans la Section - Mahajanga I
  - L'équipe U13 joue dans la Section - Mahajanga I
  - L'équipe U11 joue dans la Section - Mahajanga I
  - L'équipe U9 joue dans la Section - Mahajanga I

## Palmarès
- Championnat de Madagascar (1)
  - Champion : 2019

- Coupe de Madagascar (2)
  - Vainqueur : 2017, 2019

- Championnat de la ligue Boeny (4)
  - Vainqueur : 2016, 2017, 2018, 2019